# Turuchansk
Turuchansk är en ort i Krasnojarsk kraj i mellersta Sibirien i Ryssland. Orten var en viktig förvisningsort under tsar- och sovjettiden. Kända bolsjeviker som Josef Stalin, Lev Trotskij, Lev Kamenev, Alexander Parvus och Jakov Sverdlov, samt mensjeviken Julij Martov, var förvisade till det nordliga och svårtillgängliga Turuchansk-kretsen vid tiden före första världskriget.